# Rendezvous mit dem Leben
Rendezvous mit dem Leben (Originaltitel: The Book of Love) ist ein US-amerikanisches Filmdrama aus dem Jahr 2016. Unter der Regie von Bill Purple sind Jason Sudeikis, Maisie Williams und Jessica Biel in den Hauptrollen zu sehen.

## Handlung
Mit dem Unfalltod seiner schwangeren Frau Penny bricht für den Architekten Henry eine Welt zusammen. Einem Wunsch seiner verstorbenen Frau folgend, nimmt er Kontakt zu dem obdachlosen Teenager Millie auf, die in Henrys Nachbarschaft öfter den Müll nach Schrott durchsucht. Millie plant, aus dem Schrott ein Floß zu bauen, mit dem sie ihren auf See verschollenen Vater suchen will, von dem ihr nur ein Tagebuch geblieben ist. Sie weist Henry zunächst zurück, doch lässt es bald zu, dass er ihr beim Floßbau hilft. Dies hilft ihm wiederum über den Verlust seiner Frau hinweg. Henry findet heraus, dass Millie Augenzeugin von Pennys Unfall war und bei ihr war, als sie starb. Er ist zunächst wütend, dass Millie ihm dies verschwiegen hat, dann letztlich aber dankbar dafür, dass Penny im Moment ihres Todes nicht allein war. Am Ende brechen Henry und Millie gemeinsam mit dem Floß auf.

## Hintergrund
Der Film erlebte seine Uraufführung am 14. April 2016 unter dem Titel The Devil and the Deep Blue Sea auf dem Tribeca Film Festival. Am 13. Januar 2017 kam er unter dem Titel The Book of Love in die US-amerikanischen Kinos.
Die Filmmusik wurde von Justin Timberlake und Mitchell Owens komponiert.
Für die Rolle der Millie war zunächst Chloë Grace Moretz vorgesehen.